# ترا ری
تِرا رِی (۱۴ آوریل ۱۹۸۲ – ۱۳ ژانویه ۲۰۱۶) یک بازیگر پورنوگرافی اهل لوییویل، کنتاکی بود. نام اصلی وی ترا و نام ری برگرفته از نام بهترین دوستش است.